# Saratoga (Wyoming)
Saratoga város az USA Wyoming államában, Carbon megyében. Lakosainak száma 1702 fő (2020. április 1.).

## Népesség
A település népességének változása:

| 2010 | 1 690 |
| 2020 | 1 702 |